# جوشوا هاريس
جوشوا هاريس (بالإنجليزية: Joshua Harris)‏ هو كاتب أمريكي، ولد في 30 ديسمبر 1974 في دايتون في الولايات المتحدة.

## وصلات خارجية
- الموقع الرسمي